# 新罗萨兰迪亚
新罗萨兰迪亚是巴西托坎廷斯州的一个市镇。总面积488.636平方公里，总人口3774人，人口密度7.7人/平方公里。